# 200 (szám)
A 200 (kétszáz) a 199 és 201 között található természetes szám.
A padovai sorozat tagja a 86, 114 és 151 után (az első kettő összege).
Az első huszonöt egész szám Euler-függvény értékeinek összege 200:
{\displaystyle \sum _{i=1}^{25}\varphi (i)=200}
A 200 egy Harshad-szám.
Négyzetteljes szám, de nem teljes hatvány, ezért Achilles-szám.

## Egyéb használata
- Egy szokásos ISO szabványú fényképezőgépbe való film sebessége
- A krakkói főtér egyik oldalának hossza méterben
- A sikeres csatlakozás HTTP-kódja
- „Havi 200 pengő fixszel, ma egy ember könnyen viccel”, szól Vadnay László dalszövege, az 1930-as években ugyanis ennyiből már kényelmesen meg lehetett élni